# Katherine Bates
Katherine „Kate“ Bates (* 18. Mai 1982 in Sydney) ist eine ehemalige australische Radrennfahrerin, die auf Straße und Bahn erfolgreich war.

## Sportlicher Werdegang
Im Alter von zehn Jahren begann Katherine Bates mit dem Radsport. Sechs Jahre später wurde sie für die Junioren-Bahn-Weltmeisterschaften nominiert und belegte auf Anhieb den zweiten Platz in der Einer-Verfolgung.
Seitdem belegte Katherine Bates zahlreiche Podiumsplätze bei Bahn-Weltmeisterschaften, Bahn-Weltcups sowie Straßenrennen. 2002 belegte sie bei den Commonwealth Games in Manchester den ersten Platz im Punktefahren sowie den zweiten in der Verfolgung. Sechsmal wurde sie Australische Meisterin, fünfmal auf der Bahn sowie einmal auf der Straße. Zweimal nahm sie an Olympischen Spielen teil, 2004 in Athen (Platz 4 in der Verfolgung) sowie 2008 in Peking.
Bei der Bahnrad-WM 2007 in Palma wurde Bates Weltmeisterin im Punktefahren. Bei den UCI-Bahn-Weltmeisterschaften 2011 im niederländischen Apeldoorn errang sie Silber im Scratch. Ende dieses Jahres erklärte sie wegen chronischer Rückenschmerzen ihren Rücktritt.
Der Heimatverein von Katherine Bates ist der Parramatta Cycling Club, der von ihrem Großvater gegründet wurde und in dem auch ihre Schwester Natalie aktiv war.

## Ehrungen
2019 wurde Katherine Bates in die Cycling Australia Hall of Fame aufgenommen.